# Coendou nycthemera
Coendou nycthemera (Кенду Купмана) — вид гризунів родини Голкошерстових. 

## Поширення
Цей вид зустрічається в Бразилії, у штатах Пара і Амазонас. Населяє низинні тропічні вологі ліси.

## Поведінка
Вид є нічним і травоїдним. 